# Peter Shortland
Peter Frederick Shortland (* 1815 in Großbritannien; † 18. Oktober 1888 in Plymouth, Devon) war ein Offizier der Royal Navy, der sich als hydrografischer Geodät in Nordamerika und für Vermessungen mit Tiefensondierungen, insbesondere zur Vorbereitung der Verlegung von Unterseekabeln, einen Namen machte.

## Biografie
Peter Shortland wurde 1815 in England als Sohn von Thomas George Shortland, einem Captain der Royal Navy, und Elizabeth Tonkin geboren. Seine Brüder waren Willoughby Shortland (1804–1869) und Edward Shortland (1812–1893). Sein Großvater war John Shortland (1739–1803) und sein Onkel John Shortland (1769–1810).
Shortland trat am 15. Januar 1827 in die Royal Navy ein, bestand seine Prüfungen im Dezember 1834 und wurde zum Sub-Lieutenant ernannt. Er tat zunächst Dienst auf der HMS Rattlesnake und war an Vermessungsarbeiten in Port Phillip beteiligt.

Admiralitätskarte eines Teils der Bay of Fundy, vermessen von Shortland im Jahr 1860.

1838 wurde er beurlaubt, um am Pembroke College Cambridge Mathematik zu studieren, absolvierte 1842 die Abschlussklasse und wurde Fellow des Colleges. Anschließend nahm er den aktiven Dienst wieder auf, wurde zum Lieutenant befördert und zur North American Survey unter dem Kommando von William Fitzwilliam Owen versetzt. 1844 übernahm er die Columbia als Kommandant und erhielt als Vermessungsgebiet die Bay of Fundy, die inklusive aller Flüsse und Bäche, soweit sie schiffbar waren, zur Vermessung zugeteilt. Weiterhin wurden mögliche Standorte für einen Kanal zur Verbindung der Bay of Fundy mit der Northumberlandstraße überprüft. 1848 wurde er zum Commander befördert und übernahm 1849 die Leitung der North American Survey. 1855–56 war er an der Sondierung der Tiefen zwischen der südwestlichen Spitze von Neufundland und der Kap-Breton-Insel beteiligt, um die beste Route für ein unterseeisches Telegrafenkabel zu bestimmen. Dies war das letzte Glied in der Verbindung von St. John’s, Neufundland, nach New Orleans. Die Aktivitäten der North American Survey waren sehr detailliert und dauerten bis 1865. Insgesamt führte die Vermessungsarbeit von Shortland in Nordamerika zur Veröffentlichung von 15 wichtigen Seekarten. Unterdessen war er 1859 zum Captain befördert worden.
Von 1865 bis 1867 war Shortland als Kommandeur der HMS Hydra dann für Vermessungen der Küste Siziliens und des Malta Channel eingesetzt. Dabei wurden Tiefen von bis zu 2.000 Faden (3.700 m) vermessen. 1867 wurde er mit der Hydra nach Bombay geschickt, um Tiefensondierungen auf einer Linie von Bombay nach Aden vorzunehmen, wiederum in Vorbereitung auf die Verlegung eines Unterseekabels, welches Teil der telegrafischen Verbindung von Großbritannien nach Indien über Sues werden sollte. Das Kabel wurde am 14. März 1870 für die öffentliche Nutzung freigegeben. Während der Durchführung dieser Untersuchung nahm Shortland eine Reihe von Verbesserungen an den Methoden vor, die für Tiefensondierungen verwendet wurden, was zu der Bitte des Hydrographer of the Navy in London führte, einen Bericht über die Reise zu veröffentlichen.
Shortland ging im November 1870 mit 55 Jahren mit dem Rang eines Vice-Admiral in den Ruhestand. Anschließend kehrte er nach Cambridge zurück, um Jura zu studieren. Im Januar 1873 wurde er als Barrister zugelassen. 1887 veröffentlichte er A short account of the laws which govern Her Britannic Majesty's navy. Er starb am 18. Oktober 1888 in Plymouth. Seine hinterbliebene Frau Emily und ihre gemeinsamen Kinder veröffentlichten 1890 sein Werk Nautical Surveying.

## Werke
- Sounding Voyage of Her Majesty's Ship „Hydra“. Hydrographic Office Admiralty, London 1869.
- Nautical surveying. Macmillan and Co., London 1890.